# Malkhaz Zarkua
Malkhaz Zarkua (né le 19 février 1986 à Zougdidi) est un lutteur géorgien, spécialiste de la lutte libre.
Il participe aux Jeux olympiques de 2012 où il élimine Vasyl Fedoryshyn en huitièmes de finale.